# وادي جعيمة
وادي جعيمة هي واديان يقال لاحدهما الخت وللثاني الدائرة فوادي الدائرة يذهب إلى الغرب طولا إلى جبال وادي سر ويذهب شمالا إلى نيد آل كثير والخت يذهب إلى جهة الشرق حتى ينتهي إلى الجبال التي تنهر إلى وادي الذهب. ويعد وادي جعيمة من المناط التاريخية ويسكن هذا الوادي عدة قبائل معضمهم منقولين وليسو من اصل الوادي وتعد القبائل القديمة في جعيمة هي قبيلة ال عطوفه آل باهديلة الكندي ال القبوس. ال فاضل ال بعوان ال قرطب.

## قرى وادي جعيمة
وفي جعيمه قرى كثيرة غير انها صغيرة من الجهة الغربية الشاغي ثم العقيقة ثم هشيمه ثم الجدفرة للمسامير وتوخري .ثم مطارح ثم حوصي ثم النخش لأل قرطب ثم الجحي ثم رضيمة ثم شرج مدرك لآل بن حميد وال حارثة ثم بالسان مكان ال جوبح ثم روضة آل مهري ثم روضة آل باهديله الكندي ثم صنعنون أل عطوفة ثم حراد لأل باشن وال باهديلة ثم السحيل لأل فاضل وال عطوفة وال باهديلة وال باشن وال قبوس ثم الضاهرة لأل مصفر ثم القفل لأل سعيدان ثم قبوسة لأل قبوس الكندي